# Tempisque
Tempisque (špa.: Río Tempisque) je rijeka u Kostarici, provinciji Guanacaste, duga 144 km koji izvire u Kordiljerima u blizini vulkana Orosi, te se u zaljevu Nicoya ulijeva u Tihi ocean.
Značajnije pritoke rijeke Tempisque su rijeke Rebedero, Liberia, Salto, Cañas, Colorado, Las Palmas, Viejo, Belén, Diriá i Bolsón.
Rijeka protječe kroz Nacionalni park Palo Verde te je važno stanište različitih vrsta krokodila, majmuna, iguana i ptica.
U koritu rijeke se nalaze brojne naplavine mulja te je plovnost ograničena.
U povijesti rijeka je bila korištena za spuštanje trupaca do mora, koji su kod otoka Chira skupljani i tovareni na brodove.